# 山口裕次郎
山口 裕次郎（やまぐち ゆうじろう、1998年5月14日 - ）は、大阪府寝屋川市出身の元社会人野球選手（投手）。

## 経歴
寝屋川市立池田小学校時代に寝屋川スカイヤーズで野球を始め、寝屋川市立第二中学校時にはヤングリーグの寝屋川ベースボールフレンズに所属。
履正社高等学校では1年秋からベンチ入りし、2年秋から同級生の寺島成輝と2本柱を形成。3年夏は大阪府大会で24回を投げ、3失点32奪三振の成績を残し、甲子園出場に貢献した。3回戦で鈴木昭汰擁する常総学院戦に先発したが、2回途中4失点で降板し敗戦した。
2016年10月20日に行われたプロ野球ドラフト会議において、北海道日本ハムファイターズから6位指名を受けたが、下位指名を理由に入団を拒否した。ドラフト前に調査書を提出した11球団には4位以下の指名であれば社会人野球へ進む方針を伝えており、前日夜になり複数球団から4位以下での指名が可能かどうか最終確認が入ったが意思は変わらなかった。強行指名した日本ハムからは事前連絡がなく、ドラフト翌日に大渕隆スカウトディレクター、木田優夫GM補佐、芝草宇宙スカウトが指名の経緯を説明するため履正社を訪問したが本人は同席せず、後日入団交渉が打ち切られた。高校の岡田龍生監督は「(今回のドラフトで入団すれば)信用問題になる」と説明していた。
高校卒業後はJR東日本に就職し、野球部に入部。社会人1年目の3月11日、チームの公式戦初戦となったJABA東京スポニチ大会・トヨタ自動車戦で救援デビューし、翌日のJFE東日本戦では先発を任されるなど新人時代から登板機会を与えられ、主に中継ぎ投手としてプレーを続けた。
2019年5月2日には、強行指名した日本ハム（二軍）との練習試合に先発し、プロ相手に3回1安打無失点と好投した。
2022年をもって現役を引退し、野球部を退部。引退後はJR東日本で駅員の仕事をしている。

## 選手としての特徴
履正社の岡田龍生監督からは「プロでも十分にやれる。体力は寺島よりも上」、JR東日本の堀井哲也監督からは「新人時代は田嶋大樹（オリックス）よりも精神面や制球力などトータルで上回る」と評されている。